# شهرستان مهر
شهرستان مُهر یکی از شهرستان‌های جنوبی استان فارس ایران است. مرکز این شهرستان، شهر مهر است. در استان فارس از شهرستان مهر به عنوان دروازه ورود به خلیج فارس و نگین اقتصادی و گردشگری استان یاد می‌شود.
قدمت مناطقی از این شهرستان همچون روستای هرج و روستای سرگاه در بخش اسیر(شهرکُران) به ۷ هزار سال می‌رسد. همچنین دهستان فال و مرکز بخش اسیر به هزاران سال قبل یعنی دوران هخامنشی و زمان حکومت ساسانیان بازمی‌گردد.
شهرستان مهر دارای واحدهای درمانی همچون بیمارستان فاطمه الزهرا (س) مُهر، بیمارستان صدیقی گله دار، دیگر درمانگاه‌هایی واقع در شهرها و دهستان‌های خود می‌باشد. همچنین بیمارستان دوم شهر مُهر و درمانگاه تأمین اجتماعی مُهر در حال ساخت می‌باشد.
شهرستان مهر در زمینه آموزش عالی نیز دارای دانشگاه پیام نور مُهر، دانشگاه پارس مُهر، دانشگاه آزاد اسلامی مُهر، دانشگاه پیام نور گله دار و دانشگاه آزاد اسلامی گله دار می‌باشد.
در زمینه ورزشی نیز دارای سالن ورزشی و یک زمین چمن طبیعی به نام مجموعه ورزشی شهدای دولت، سالن ولایت، سالن شهید سلیمانی و سالن نشاط می‌باشد. همچنین مجموعه ورزشی شهدای صنعت نفت مُهر یکی از بزرگ‌ترین مجموعه‌های ورزشی جنوب فارس در این شهرستان می‌باشد که در حال ساخت است.
بعلاوهٔ سالن‌های ورزشی و زمین‌های فوتبال و فوتسال در شهرهای وراوی، خوزی، گله‌دار، اسیر، فال و برخی روستاهای این شهرستان. وجود دارد.
از مراکز مهم صنعتی و اقتصادی این شهرستان می‌توان به پالایشگاه گاز پارسیان مُهر، پالایشگاه اتان ریکاوری پارسیان سپهر مُهر در مرحلهٔ تولید و پالایشگاه بنزین در حال ساخت اشاره کرد.
همچنین شهرک صنعتی مُهر یکی از بزرگ‌ترین شهرک‌های صنعتی در استان فارس و جنوب کشور است که پذیرای سرمایه گذارانی از همه‌جای ایران است.

## موقعیت جغرافیایی
شهرستان مهر از شمال و شرق به شهرستان لامرد محدود می‌شود، از شمال غرب به شهرستان فراشبند و خنج و از طرف غرب با شهرستان جم در استان بوشهر هم‌مرز بوده و از طرف جنوب و غرب نیز به شهرستان‌های پارسیان در استان هرمزگان و عسلویه در استان بوشهر امتداد دارد.

## تقسیمات کشوری
شهرستان مُهر دارای ۴ بخش، ۸ دهستان و ۶ شهر به شرح زیر است:

### شهرستان مُهر
| بخش    | مرکز بخش | جمعیت بخش ۱۳۹۵ | نام دهستان | مرکز دهستان     | جمعیت دهستان ۱۳۹۵ | شهر        | جمعیت شهر ۱۳۹۵       |
| ------ | -------- | -------------- | ---------- | --------------- | ----------------- | ---------- | -------------------- |
| مرکزی  | مهر      | ۱۵٬۳۸۶ نفر     | ارودان     | ارودان علیا     | ۵٬۰۱۲ نفر         | مهر        | ۷٬۷۸۴ نفر            |
| مرکزی  | مهر      | ۱۵٬۳۸۶ نفر     | مهر        | مهر             | ۲٬۵۹۰ نفر         | مهر        | ۷٬۷۸۴ نفر            |
| گله‌دار | گله‌دار   | ۲۲٬۵۵۴ نفر     | فال        | حاجی‌آباد        | ۲٬۷۸۱ نفر         | گله‌دار فال | ۱۳٬۴۴۸ نفر ۳٬۷۵۷ نفر |
| گله‌دار | گله‌دار   | ۲۲٬۵۵۴ نفر     | گله‌دار     | گله‌دار          | ۲٬۵۶۸ نفر         | گله‌دار فال | ۱۳٬۴۴۸ نفر ۳٬۷۵۷ نفر |
| اسیر   | اسیر     | ۱۴٬۰۰۳ نفر     | اسیر       | اسیر            | ۵٬۸۱۸ نفر         | اسیر       | ۳٬۰۴۲ نفر            |
| اسیر   | اسیر     | ۱۴٬۰۰۳ نفر     | دشت لاله   | شهرک امام خمینی | ۵٬۱۴۳ نفر         | اسیر       | ۳٬۰۴۲ نفر            |
| وراوی  | وراوی    | ۱۲٬۸۸۴ نفر     | وراوی      | وراوی           | ۳٬۱۸۰ نفر         | وراوی خوزی | ۴٬۶۲۲ نفر ۳٬۲۴۵ نفر  |
| وراوی  | وراوی    | ۱۲٬۸۸۴ نفر     | خوزی       | خوزی            | ۱٬۸۳۷ نفر         | وراوی خوزی | ۴٬۶۲۲ نفر ۳٬۲۴۵ نفر  |

## جغرافیا و زمین‌شناسی
از لحاظ زمین‌شناسی و توپوگرافی این شهرستان بر روی یک دشت ساختمانی واقع شده که شمال و جنوب آن را دو رشته کوه موازی احاطه کرده‌است. ارتفاع این کوه‌ها نسبتاً بریده و فرسایش یافته زیاد نیست و ازمارنهای آهکی گچی، نمکی و ماسه ایی با شیب ۵۰ تا ۷۰ در صد تشکیل شده‌است. آب و هوای منطقه بیابانی و گرم و خشک است که قسمت‌های وسیع ای از خاک ایران از جمله جنوب فارس شامل می‌شود. متوسط درجه حرارت به دست آمده با در نظر گرفتن موقعیت ارتفاعی و مختصات جغرافیایی حداکثر ۵۰ درجه و حداقل تا صفر درجه سانتی گراد متغیر بوده‌است. متوسط رطوبت ۴۲ درصد است که از اواخر خرداد به مدت ۴۵ تا ۶۰ روز تا سطح ۹۰ درصد در نوسان می‌باشد. میزان بارندگی طبق آمار ده ساله ۲۹۸ میلی‌متر برآورد شده که از سالی به سال دیگر متغیر است و شدت این تغییر نیز زیاد می‌باشد. سرعت وزش باد در منطقه بین ۵ تا ۷ کیلومتر در ساعت به مدت ۷۵ روز از سمت جنوب به سمت شمال شرقی است که از جمله آن می‌توان به بادهای موسمی اشاره کرد.
از لحاظ پوشش گیاهی به صورت خود رو ی مرتعی می‌توان بادام کوهی، بنه، انجیر، گون، ساری سولماز، شکر تیغال، قیچ، قره گز، بارهنگ، تنگرس، انار شیطان، گزوناترک که در زیر آن‌ها علفهایی مانند شبدر، بهمن و بعضی گیاهان مشخص منطقه مدیترانه ایی می‌رویند را نام برد. از گیاهان دارویی منطقه می‌توان به یولاف با نام علمی SATIVA, ORIGANAVALGRE, AVENA گل شقایق با نام علمی PAVEATHOEAS و… اشاره کرد که از آن در درمان بسیاری از بیماری‌ها استفاده می‌شود. از نظر زندگی جانوری منطقه دارای تنئوع خاص می‌باشد و انواع پستانداران مانند شغال، کفتار، خرگوش کل (بزکوهی)، روباه، گرگ و… پرندگانی چون تیهو، کبک، بلبل، کلاغ، کبوتر، گنجشک، جغد، باز شکاری، دم جنبانک، شاهین، عقاب و… در آن زندگی می‌کنند.

## گردشگاه‌های طبیعی
- تنگ مهر، خلِه، نخلستان و ارتفاعات کوه در بخش مرکزی
- تنگ خوزی، شط وراوی، ارتفاعات روستای نورآباد در بخش وراوی، آبشار چَک‌چَک و سد مشک آویز در بخش اسیر
- نرگس زارهای واقع در نو آباد اسیر (مشترک با روستاهای سرگاه وچاه کبکان) که از حیث نوع پرچم، ژنوم، گلازین و عطر در ایران منحصر به فرد می‌باشند.
- تالاب فصلی یا شط بهرستان که پذیرای پرندگانی همچون درنا و لک لک از مناطق سیبری است. مسیر جاده گله دار به بهرستان در فصل زمستان و بهار همراه با کشتزارهای کلزا که با وجود رودخانه فصلی مهران جز مناطق سرسبز و توریستی است
- رودخانه شور که آب آن به علت عدم کیفیت قابل استفاده نمی‌باشد. آب مورد نیاز کشاورزی و آشامیدنی شهرستان از طریق زیر زمینی چون قنات، چشمه و آب انبارها تأمین می‌گردد.
- تفرجگاه و آبشار چک چک که یکی از جاذبه های دیدنی و گردشگری جنوب استان فارس بوده و سالانه گردشگران زیادی را به سمت خود کشیده است.

## جمعیت
جمعیت این شهرستان بر طبق سرشماری سال ۱۳۸۵، برابر با ۵۴٬۴۱۳ نفر بوده‌است از این تعداد ۱۴۳۸۴ نفر در بخش مرکزی و ۱۱۶۵۲ نفر در بخش وراوی و ۱۳۲۰۶ نفر در بخش گله دار و ۱۲۰۳۰ نفر در بخش اسیر ساکن بوده‌اند از این تعداد ۶۸ درصد در نقاط روستایی و ۳۲ درصد در نقاط شهری ساکن هستند. تراکم نسبی جمعیت برای کل شهرستان ۲۶ نفر در هرکیلومتر مربع بوده که این رقم برای بخش مرکزی ۷۷ برای بخش گله دار ۴۲ و برای بخش وراوی و برای بخش اسیر ۱۶ نفر برآورد شده‌است.

## وضعیت اقتصادی
این شهرستان با هزاران هکتار اراضی وسیع کشاورزی که بیش‌ترین آن در بخش‌های اسیر و گله دار است یکی از قطب‌های کشاورزی در جنوب استان فارس به‌شمار می‌رود.
- زنبورداری: تعداد کندوی عسل موجود در منطقه بیش از ۳۵۰ کلنی می‌باشد که از آن ۲۰۰۰ کیلو عسل به دست می‌آید و بیشتر دراطراف مناطق سرگاه، نوآباد، چاه کبکان، شهرک امام خمینی، بهرستان واسیر ودارالمیزان دیده می‌شوند.
- پرورش کبک و بلدرچین: این مزرعه در روستای بهرستان بخش اسیر واقع شده‌است و تولیدات آن شامل تخم بلدرچین و گوشت کبک و بلدرچین می‌باشد.

صنایع: در بخش صنایع می‌توان به وجود پالایشگاه پارسیان، کارخانه اسیر ماکارون، کارخانه یخ سازی، صنایع بسته‌بندی پلاستیک و تولید ظروف یکبار مصرف در اسیر اشاره کرد که بیشتر این کارخانه‌ها تعطیل شده‌اند.
- حمل و نقل: بخش حمل ونقل به عنوان یکی از مهم‌ترین مزیت‌های اقتصادی در این شهرستان به‌شمار می‌رود. نزدیکی به آب‌های خلیج فارس، قرا گرفتن در فاصله نزدیک با فرودگاه بین‌المللی عسلویه، قرار گرفتن بر سر راه ارتباطی پالایشگاه پارسیان به پارس جنوبی، راه ارتباطی شیراز-فیروزآباد / فرودگاه بین‌المللی لامرد / عسلویه، محور اسیر / علامرو دشت و اتوبان مهر/. شهرستان را به یکی از نقاط مهم استراتژیک تبدیل نموده‌است. نزدیکی به کشورهای خلیج فارس که موجب انتقال سرمایه‌های کلانی به شهرستان شده، خیرات و برکات فراوانی را به ویژه در زمینه‌های مذهبی و آموزشی نصیب شهرستان نموده‌است. می‌توان با هدایت صحیح این سرمایه‌ها در بخش اقتصادی به ایجاد اشتغال در این شهرستان کمک شایانی کرد.

## وضعیت تاریخی
- سابقه تاریخی: وجود ابنیه و آثار باستانی موجود حکایت از قدمت چندین هزار ساله این منطقه دارد. برای نمونه می‌توان به مسجد جامع اسیر و محوطه باستانی تمب بت واقع در روستای شلدان در بخش اسیر اشاره کرد که مربوط به اوخر دوره هخامنشی و اوایل دوره ساسانی است؛ و قبرستان تاریخی و محوطه اطراف امامزاده شاه ابوالوفا بهرستان
- آثار تاریخی:

تمب بت: آثار به جا مانده از یکی از کاخهای هخامنشیان در بخش اسیر بوده و این اثر از لحاظ معماری و نقش و نگاره‌هایی که در دل آن کنده شده‌است شباهت بسیار نزدیکی به معماری تخت جمشید دارد.
آثارباقیمانده ازشهرگران که با مرکزیت شهر اسیر و محدوده‌های اطراف آن مشخص می‌شود. دارای قدمتی چندین هزارساله‌اند که در زمان اسلام وبا ورود اعراب به ایران نام آن از گران به کران تغییر یافته‌است. ازآنجا که پس ازپیروزی شکوهمندانقلاب، روستای اسیر به عنوان دهستان و مرکز بخش مطرح گردید نسبت به شناسایی بیشتر محدوده شهر گران اقدام شد و حتی تا خنج و لار نیز امتداد یافت.
حمام وراوی: یکی از جالب‌ترین حمامهای دوره قاجاری که از دو فضای پنج ضلعی همراه با تون حمام تشکیل شده‌است.
تخت پرس: در ارتفاع ۴۰۰ متری روی سطح بخشی از کوهستان شمال روستای هرج در بخش اسیر دیوار دفاعی به طول یکصد و پنجاه متر باقی مانده‌است.
استودانهای خوزی: این محوطه در دشت جنوبی به فاصله ۹ کیلومتری جنوب شرقی مهر در جنوب شرقی شهر مهر در جنوب شهر خوزی قرار دارد.
مسجد جامع اسیر: این مسجد در سال ۹۹ قمری در زمان خلافت عمربن عبدالعزیز ساخته شده و تاکنون چندین بار بازسازی شده‌است. استودانهای موجود در اسیر نیز از دیگر آثار تاریخی شهرستان محسوب می‌گردد.
چاه شرف:آثار به جا مانده از زمان قدیم در روستای چاه شرف شامل آسیاب سنگی- چاه حفر شده در سنگ به ارتفاع ۱۰ متر - و آثار گورنشین می‌باشد. قدمت این روستا باستانی بیش از ۷۵۰سال می‌باشد ویکی از کهن‌ترین روستاها جنوب فارس می‌باشد. امابه دلیل بی‌مهری مسئولان میراث فرهنگی اقدامات لازم جهت شناختن این روستا باستانی به مردم صورت نگرفته‌است.
- دیگر آثار تاریخی شهرستان:

قلات دیلا در اسیر، کلات نودان و منطقه تنب طلای بهرستان، قبرستان قدیمی زیغان، تنب زین، آثار به جا مانده از پادگان نظامی واقع در کوه مشرف به روستای قلعه محمد علی قناتهای واقع در تنگ مهر، تنگ فاریاب، تنگ خوزی، تنگ صادره، جایشور، تنگ شول و تنگ زیغان تنگ چاه شرف که به دوره ساسانیان بازمی‌گردد.
برجهای نگهبانی واقع در شهر مهر و روستاهای صادره و فاریاب، مسجد جامع فال، قبرستان شاه محمد واقع در بخش اسیر، قلعه سرگاه، قلعه میر اسماعیل فال، غارهای (کله کله) وقلعه تاریخی دیلا واقع در بخش اسیر امامزاده محمد در تنگ خوزی، قبرستان قدیمی خوزی که سنگ قبرهایی مربوط به ۷۰۰ سال قبل در ان وجود دارد
قناتهای واقع در تنگ مهر، خوزی، صادره، قدمت آن بیش از دو هزار وپانصد سال می‌باشد.

## فرهنگ
مردم شهرستان همگی مسلمان و دارای مذهب شیعه و در بعضی مناطق سنی می‌باشند. نژاد آنان آریایی و زبانشان  فارسی است که به علت نزدیکی با کشورهای خلیج فارس و سابقه تاریخی هجوم انگلیسی‌ها به بنادر بعضی واژه‌های انگلیسی نیز بدان وارد شده‌است. در زمینه برگزاری مراسم مذهبی و هم چنین مراسم ازدواج و غیره رسوم خاص خود را دارا است که در فرصت‌های آتی بیشتر بدان پرداخته می‌شود. به علت علاقه وافر مردم منطقه به اسلام و امامان شیعه برگزاری مراسم سوگواری ائمه به ویژه حسین بن علی با تشریفات خاص صورت می‌پذیرد که ابعاد گسترده این سوگواری به گونه‌ای ملموس در تعزیه داری حسین نمود پیدا کرده‌است.